# 柿崎順一
柿崎 順一（かきざき じゅんいち、Junichi Kakizaki、1971年1月4日 - ）は、日本の芸術家。現代美術家、環境アーティスト、ランドアーティスト、フラワーアーティスト。長野県千曲市生まれ。
現代美術の世界に花飾の表現を持ち込んだ。
花・葉・実・樹枝・苔類などの植物や、キノコ・地衣類などの菌類、石・土など自然素材を主材または主題に、ランドアート・環境アート（エンバイロンメンタルアート）・アースワーク・フラワーアートなどのビジュアルアート作品を制作、立体・写真・ビデオ等を媒体に国内外にて発表している。特に北欧から多く招聘、作品の制作を依頼されている。
パフォーマンスアートや舞台作品などにおいては俳優として出演もしている。取扱代理画廊はナオ ナカムラ、他。

## 来歴
両親共に花屋を営む家に生まれ、長野の自然に囲まれて育った。園芸学者の西村進は大伯父にあたる。1987年16歳の頃よりフラワーアートを土屋宗良に師事。1989年上京、代々木造形学校で基礎造形とデザインを学ぶ。1990年テクノ・ホルティ園芸専門学校へ入学。同校教授であり日本のフラワーアートのパイオニアであった笠原貞男に、花飾学を山本晃に師事。在学中に花事務所「フルール・ド・ノエル」(Fleur de Noël) を設立、花の写真撮影などに従事。1992年同校園芸学科を卒業する。1993年インターフローラ・ワールドカップ・チャンピオンの村松文彦に師事。東京と静岡での修業を経て、1994年長野へ帰郷、両親の営む花屋を「ファイブシーズンズ」（FIVE SEASONS）と改名および改組し、家業を継いだ。2003年テレビ東京制作によるテレビ番組「TVチャンピオン」の第5回全国お花屋さん選手権にて優勝。以降、フラワーアーティストとしてメディア、文化、そして芸術と密接に結びついた職業上のキャリアをスタート。後に網膜剥離により片眼を失明。

## 年譜
- 1971年 - 長野県千曲市に生まれる。
- 1987年 - 長野県篠ノ井高等学校（長野市）に在学中からフラワーアーティストの土屋宗良に師事。
- 1989年 - 代々木造形学校のデザイン・工芸科に学ぶ。
- 1990年 - 笠原貞男、山本晃に師事。テクノ・ホルティ園芸専門学校にて園芸学と花飾学を学ぶ。
- 1991年 - 花事務所フルール・ド・ノエル（Fleur de Noël）設立。
- 1992年 - 第一回パルコ・アーバナート＃1展（URBANART#1）渋谷PARCO パルコギャラリーに出展、グラフィック部門入選／オブジェ部門入選。
- 八木橋百貨店（熊谷市）にて「街に花と緑を」展 キュレーション[22]。
- イセキ一級建築士事務所（現、アルチザン一級建築士事務所 渋谷区）入社。
- 1993年 - 村松文彦に師事。静岡市へ転居、村松園芸入社。
- 1995年 - 長野市の長谷寺のイベントプロジェクトに参画。以後数年に渡り、舞踏家 大野一雄、大野慶人、本木幸治、リチャード・ハート、能楽師 大倉正之助、音楽家 新井英一、李政美、レブンカムイ等の舞台美術を手がける。
- 吉垣徹、佐々木直喜 等と花の研究会「翠髪」に参加。
- 1998年 - 柿崎順一花事務所 (JUNICHI KAKIZAKI HANA OFFICE) 設立。
- 1998年 - 舞踏家・大野一雄と大野慶人の舞踏公演 「大野一雄 長谷寺に舞う」の舞台美術[23][24][25]。
- 2000年 - 舞踏家・大野一雄と大野慶人、松澤宥による舞踏公演 「大野一雄 長谷寺に舞う2000」の舞台美術[23][24][25]。
- 2001年 - 吉垣徹の呼び掛けにより假屋崎省吾、松田隆作 等と、花の芸術家集団「LEAF」を結成。
- 2002年 - 舞踏家 リチャード・ハート（紅蓮劇場）と、花+舞踏のコラボレーションによるユニット「FLORIDANCE」を結成。
- 2003年 - 犀北館（長野市）にて初の大型個展「CONNECT」開催[26][22]。
- スウェーデンにある旧国営の実験的芸術と電子音楽の研究施設フィルキンゲンにて、紅蓮劇場のリチャード・ハートと共に初の海外公演『The Color of Skin in the Absence of Sunlight?』及びフィルキンゲン展示室にて初の海外個展「In The Absence of Sunlight」開催。[22]「スウェーデン国際舞踏フェスティバル2003」(BUTOH BREEZE FESTIVAL 2003)に参加。[27][28]
- 「'ALPHA Japanesque」 財団法人水野美術館（長野市）にて『波の軌跡・洞門』、『Contrast』他を制作および展示、キュレーション。
- 2004年 - 写真家・荒木経惟の「花人生」展の併設展「荒木経惟へのオマージュ」財団法人北野美術館 別館 北野カルチュラルセンター（長野市）にて、中川幸夫のガラス作品約30点に花をいける。[29]
- オーストラリア・メルボルンのフェデレーションスクエアにあるヴィクトリア国立美術館・イアン ポッター センター ナショナル ギャラリー オブ ヴィクトリア及び前庭にてインスタレーション[30]。
- 2005年 - 外務省「日・EU市民交流年」参加作品『FRAGRANT』をスウェーデンのダンスカンパニー・SU-EN Butoh Companyと共同制作、舞台美術およびパフォーマンス。ストックホルム公演[31]、他スウェーデン四大都市巡廻公演[32][33][34][35]。助成：国際交流基金、スウェーデン文化省、スウェーデン研究所、スウェーデン文化評議会、ウプサラ市文化評議会、カナダ芸術評議会
- 2007年 - 銀座ソニービル（東京）にて個展「CRADLE - Fake? No, It's a Real」開催[36][37][30]。
- スウェーデンの国家事業「リンネ生誕300年記念年」付帯 カール・フォン・リンネ生誕300年祝祭公演『NEW LIFE- Linné Gala Event』の舞台美術およびパフォーマンス[38][39][40][41][42][43][34]。衣装 : 山本耀司、助成 : スカンジナビア・ニッポン ササカワ財団、インターフローラ、スウェーデン文化評議会、ウプサラ市文化局、後援 : スウェーデン王・カール16世グスタフ
- リンネ生誕300年記念年の関連個展「NEW LIFE - Quickening from the Cradle」が、長野、東京、ニューヨーク、ワシントン、プラハ、モスクワ、ストックホルム、オランダ、メキシコなど世界各都市を巡回[44][45][46]。
- スウェーデン・ウプサラ大学及び ウプサラ・エクビー高等専門学校 工芸フローリスト科 (Ekebygymnasiet Florist HV) にて講義およびワークショップ。
- 榎忠、Chim↑Pom等と共に、多摩美術大学・美術学部芸術学科展覧会設計 長谷川祐子ゼミ (CPUE: Curatorial Practice in the Urban Environment) 企画による「感情の強盗」展に出展[47][48][49][50]。（企画：長谷川祐子、CPUE  空間構成：近藤哲雄 監修：妹島和世 (SANAA) ） 展覧会タイトルと同名の作品『感情の強盗』 "Emotion Burglar"、『溺れた肉体』 "Drowned Body" を制作・展示。
- 2008年 - オランダ国際野外演劇祭「Theaterfestival Buiten Gewoon 2008」にSU-ENと共に招待参加。舞台装置としてランドアート作品『CRADLE - For The Land Art』を制作展示[38][51]。
- 「スウェーデン・現代音楽と日本の風景」ツアーに参加。スウェーデンの音楽家 ヨエル・グリップ、ニコラス・バーノ、舞踏家リチャード・ハートと共演。
- アサヒ・アート・フェスティバル2008参加プログラム「第五回メガとがびアートプロジェクト2008」に出展。『NEPROJECT』 "PROJECT OF A ROOT" を、とがびのキッズ学芸員と共に制作展示。[52][53] 助成：アサヒビール芸術文化財団
- 2010年 - ノルウェー・オスロにあるヴィーゲラン彫刻公園及びロニンゲン フォルケホイスコーレにてインスタレーション[30]。
- スウェーデンの音楽家 ヨエル・グリップによる「TRANCEFORMATION OF SOUND - Japan 2010」に参加。東京公演および長野公演にてインスタレーション。助成：スウェーデン社会研究所、ウムラウトレコード、欧州日本研究所 (EIJS)[54]
- プラス環境芸術研究所 (+PEALab.) 設立。
- 2011年 - Chim↑Pomとのコラボレーションにより、福島第一原子力発電所事故直後の福島第一原子力発電所30km地域周辺の植物および津波による漂流物を採取、それらのみを材料に用いた彫刻作品『被曝花』シリーズを制作[55]。東京・無人島プロダクション/SNACでのChim↑Pom展「REAL TIMES」に出展[56][57][58][59]。大阪「REAL TIMES」巡回展に出展。[60][61]
- 坂本龍一、小林武史、櫻井和寿が発起し、環境保護や自然エネルギー促進事業、省エネルギーなど環境保全のためのプロジェクトを行う「Artists’ Power（アーティスト・パワー）」及びap bank に賛同人として加わる。[62]
- アサヒ・アート・フェスティバル2011参加プログラムの「第六回メガとがびアートプロジェクト2011」に、柿崎順一+NEPROJCTとして参加。『NEPROJECT #2』"PROJECT OF A ROOT #2" を、とがびの卒業生達と共に制作展示。[63][64][53]助成：アサヒビール芸術文化財団
- イギリスの国立美術館テート・モダンのライブラリーに『あたらしい生命 ─ 揺りかごからの胎動』 "NEW LIFE - Quickening from the Cradle" が収蔵される。[65]
- フランス・パリにて初の個展「パリの小さな花の怪獣たち」"PETITS MONSTRES DES FLEURS DE PARIS" 開催。[66][13]
- 2012年 - スエン舞踏カンパニーの創立20周年を記念し、スウェーデン・ウプサラのウプサラ美術館に於いて1月28日～3月11日迄、開催された回顧展「VISCERAL SPACE」に出展。[67][68]
- 2012年 - NTT東日本 YOU HALLの企画展「花・触覚 -今花が面白い-」に出展。
- 2013年 - 坂本龍一と有志によるソーシャルメディア実験プロジェクト「サカモト・ソーシャル・プロジェクト」(skmtSocialproject)に参加。[69]
- 2013年 - 広島の旧日本銀行広島支店で開催された、Chim↑Pom「広島!!!!!」展 に『被曝花』を出展。
- 2014年 - スウェーデン、ウプサラ大学の招聘により、リネアニウム・ボタニカルガーデンのオランジェリーにて6月14日～9月14日迄、開催された「Ikabana and Contemporary Plant Art」展に、日本を代表する７人の現代美術家として選出され、いけばなの名門である池坊や小原流五世家元 小原宏貴らと共に出展。『花の最期』"Last Moment of Flowers"を制作展示。[2][70][71]
- 2014年 - イギリスのファッションブランド、アレキサンダー・マックイーンのクリエイティブディレクターであるサラ・バートンの依頼を受け、日本初となる旗艦店の開店を記念した展覧会「不凋花」"AMARANTH" を開催[72][73][74][75]。
- 2017年 -「札幌国際舞踏フェスティバル」にスウェーデンの舞踏家SU-ENと共に美術家として招聘され、舞台作品『TREE』を上演。インスタレーション作品『TREE』が札幌芸術の森美術館など札幌市内3箇所を巡回展示。[76][77][78]
- 2018年 - SU-EN × 柿崎順一『赤いカルマ』"IKI - karma" Japan Tour in Nagano を実施、長野県内４ヶ所にて公演および展示。[79][80][81][82][83][84][85]
- 2018年 - 福島ビエンナーレ2018 海神の芸術祭に参加。10月13日(土)〜28日(日)[86]
- 2019年 - 国土交通省提唱・都市緑化機構主催による、第36回全国都市緑化フェアの企画展として5月24日(金)～6月2日(日)、国営アルプスあづみの公園にて個展「柿崎順一展 METAPHOR | 比喩的な自然」を開催。また第36回全国都市緑化フェア付帯イベントとして、木下史青とのコラボレーションによる現代アート茶会「あづみの髑髏茶会」を、自らが設えた茶室「あづみの髑髏庵」にて開催[87][78][88][89][90][91]。
- 2019年 - 長野県の美術館・博物館の学芸員団により戦後の長野県の現代美術史を辿る上で重要な作家として選出され、展覧会「シンビズム3」に出展[92][20][93][94][95]。
- 2020年 - フランス・パリにて二度目となる個展「PETITS MONSTRES DES FLEURS DE PARIS Ⅱ」を開催、3月13日(金)〜18日(水)[96]。
- 2020年 - 福島ビエンナーレ2020 風月の芸術祭in白河に参加、9月26日(土)〜11月3日(土)。[97][98]

## 評価
- アレキサンダー・マックイーンのクリエイティブ・ディレクターであるサラ・バートンは2014年8月12日来日時のインタビューで、

と評している。
- ジャパンタイムズの特集記事 Special to THE JAPAN TIMES『舞踏の生命と衰退の花」において2007年9月20日 舞踏評論家で記者のギレス・ケネディは、

と記している。
- 長野県知事の阿部守一は「第36回全国都市緑化信州フェア実行委員会 会長 阿部守一 ごあいさつ」令和元年5月において、

と記している。

## 展覧会

### 個展
- 2003年 「CONNECT」展 長野市・犀北館 グランドボールルーム[26][22]
- 2003年 「In The Absence of Sunlight」展 スウェーデン・ストックホルム・フィルキンゲン 展示室 (Fylkingen)[27][22]
- 2003年 「FDDC」展 東京都・東京国際フォーラム ガラスホール棟 エキシビジョンスペース
- 2003年 「'ALPHA Japanesque」展 長野市・水野美術館 キュレーション *'ALPHA Hair Show
- 2003年 「長谷寺 正月の花」展 長野市・長谷寺
- 2004年 「長谷寺 正月の花」展 長野市・長谷寺
- 2004年 「境内の自然にいける」展 長野市・長谷寺
- 2004年 「北大路魯山人 -自然美に目を向けよ」展 長野市・桜華書林[22]
- 2004年 「荒木経惟へのオマージュ」展 長野市・北野美術館 別館 北野カルチュラルセンター[29]
- 2004年 「Rebel Installation in Melbourne」展 オーストラリア・メルボルン・ヴィクトリア国立美術館・ イアン ポッター センター ナショナル ギャラリー オブ ヴィクトリア (Ian Potter Centre: NGV Australia)[30]
- 2005年 「Rebel Installation in Berlin」展 ドイツ・ベルリン・ベルリン中央劇場 前庭 (Theaterhaus Mitte)[30]
- 2005年 「Rebel Installation in Nagano」展 長野市・善光寺[103][30]
- 2005年 「華聖夜 柿崎順一がいける笹屋ホテルのクリスマス」展およびディナーショー 千曲市・笹屋ホテル コンベンションホール 冠着
- 2005年 「CRADLE - Impression from Nature, Floral Art of Junichi Kakizaki Exhibition」展 スウェーデン・ウプサラ・ウプサラ市立図書館 展示室 (Uppsala stadsbiblioteket)[30]
- 2005年 「CRADLE - Impression from Nature, Floral Art of Junichi Kakizaki Exhibition」展 スウェーデン・ウプサラ・ウプサラ市立劇場 カフェ (Uppsala Stadsteater Cafe')[30]
- 2005年 「CRADLE - Invitation to The Flower in Difference World」展 長野市・長谷寺[30]
- 2005年 「CRADLE - Invitation to The Flower in Difference World」展 長野市・画廊 カンヴァス城山[30]
- 2005年 「Rebel Installation in Almunge」展 スウェーデン・アルムンゲ・ハグランドスコラ (Haglund skola)[30]
- 2005年 「長谷寺 正月の花」展 長野市・長谷寺
- 2006年 「Installation Art 柿崎順一華展 豊年虫をいける」 千曲市・笹屋ホテル 別棟 豊年虫
- 2006年 「長谷寺 正月の花」展 長野市・長谷寺
- 2006年 「異界の華への誘い 柿崎順一、長谷寺に華をいける」展 長野市・長谷寺[104]
- 2007年 「長谷寺 正月の花」展 長野市・長谷寺
- 2007年 「CRADLE - Fake? No, It's a Real」展 東京都・銀座ソニービル ソニーショールーム *SONY Showroom Art Exhibition[105][37][30]
- 2007年 柿崎順一展「NEW LIFE - Quickening from the Cradle」 長野市・北野美術館 分館 北野カルチュラルセンター[46][44][105][37]
- 2007年 柿崎順一展「NEW LIFE - Quickening from the Cradle」 東京都・スウェーデン大使館 アルフレッド・ノーベルオーディトリアム (Alfred Nobel Auditorium,Embassy of Sweden Tokyo)[46][44][105][37]
- 2008年 「CRADLE - For The Land Art」展 オランダ国際野外演劇祭・ドゥーティンヘム・デ ブリーク スクエア (De Bleek - Doetinchem)[106][107]
- 2010年 「Rebel Installation in Oslo」展 ノルウェー・オスロ・ロニンゲン フォルケホイスコーレ (Rønningen Folkehøgskole)[30]
- 2010年 「Rebel Installation in Oslo」展 ノルウェー・オスロ・ヴィーゲラン彫刻公園 (Vigelandsanlegget)[30]
- 2011年 「RE-EARTH 15 kvm Fukushima」展 スウェーデン・ダーラナ・ハーゲン大地のミュージアム (Hagen Landmuseet) *Hagenfesten Art-Flow in Dala-Floda 2011
- 2011年 柿崎順一展「FLOWERS」 東京都・ソニーシティ *SONY Art Exhibition
- 2011年 柿崎順一展「FLOWERS」 名古屋市・ソニーストア名古屋 *SONY Art Exhibition
- 2011年 柿崎順一展「FLOWERS」 東京都・銀座ソニービル OPUS *SONY Art Exhibition
- 2011年 柿崎順一展「FLOWERS」 東京都・グランドプリンスホテル新高輪 国際館パミール *SONY Art Exhibition
- 2011年 柿崎順一展「NONAME」 千曲市・ギャラリー ラ・フォレ[108]
- 2011年 「PETITS MONSTRES DES FLEURS DE PARIS」展 フランス・パリ・ギャラリー レ ヴァンシス シェーズ (Galerie 26 chaises)[109][13]
- 2014年 柿崎順一展「AMARANTH」東京都・アレキサンダー・マックイーン青山[72][73][74][75]
- 2017年 柿崎順一展「TREE」札幌市・コンカリーニョ[110][111]
- 2017年 柿崎順一展「TREE」札幌市・札幌芸術の森美術館[76][111]
- 2017年 柿崎順一展「TREE」札幌市・アンタップトホステル[110][111][13]
- 2017年 - 2021年 柿崎順一展「AFTERLIGHT」 スウェーデン・アルムンゲ・ハグランドスコラ ファイヤープレイス (Haglund Skola)[112][113][114]
- 2018年 柿崎順一展「Ghost of a child」#5 "JUNICHI KAKIZAKI Exhibition - Ghost of a child #5" 9月1日(月) 大町市・信濃公堂（木崎夏期大学）前庭[115] *信濃の国原始感覚美術2018
- 2019年 柿崎順一展「JUNICHI KAKIZAKI METAPHOR | 比喩的な自然」5月24日-6月2日 安曇野市・国営アルプスあづみの公園・テーマ展示館 多目的ホールおよび、あづみの学校 社会科教室棟茶室[78][89][90][91][88][87] *第36回全国都市緑化フェア企画展
- 2020年 「柿崎順一華展 豊年虫をいける 2020」 2月17日-26日 千曲市・笹屋ホテル 別棟 豊年虫 [116]
- 2020年 「PETITS MONSTRES DES FLEURS DE PARIS Ⅱ」展　3月13日-18日 フランス・パリ・ギャラリー レ ヴァンシス シェーズ (Galerie 26 chaises) [96]
- 2022年 柿崎順一展「JUNICHI KAKIZAKI Mask the Border | 境を覆う」 9月10日 (土) - 10月9日 (日)　プレビュー  9月8日(木)、9日(金)　白河市・白河文化交流館コミネス 
*福島ビエンナーレ2022 風月の芸術祭in白河
- 2022年 柿崎順一展「JUNICHI KAKIZAKI BEYOND THE BORDER | 国境を超えて」 10月22日 (土)　スウェーデン・ウプサラ宮殿国立ホール ウプサラ城メインホール (Uppsala Slott Rikssalen)　
*SU-EN Butoh Company Celebrates 30 years anniversary

### 合同展・芸術祭出展
- 1992年 「街に花と緑を」展 熊谷市・八木橋百貨店 キュレーション[22]
- 1992年 「第一回パルコ・アーバナート＃1」展（URBANART#1） 東京都・渋谷PARCO パルコギャラリー
- 1998年 「長谷観音 大いなる物語」展 長野市・ながの東急百貨店
- 1998年 「92歳、大野一雄 長谷寺に舞う」大野一雄・大野慶人舞踏公演 長野市・長谷寺[24]
- 1999年 「大倉正之助 & グローバルライダース 長谷観音猿楽薪能」 長野市・長谷寺 境内特設能舞台
- 1999年 「第1回わたしのテーブルコーディネート展」 長野市・ながの東急百貨店
- 1999年 「style」'ALPHA Hair Show 長野市・アクテイーホール
- 2000年 「第2回わたしのテーブルコーディネート展」 長野市・ながの東急百貨店
- 2000年 「more×3」'ALPHA Hair Show 長野市・メルパルクホール長野
- 2000年 「大野一雄 長谷寺に舞う2000」大野一雄舞踏公演 大野一雄 + 松澤宥 長野市・長谷寺[24]
- 2001年 「第3回わたしのテーブルコーディネート展」 長野市・ながの東急百貨店
- 2001年 「Go! Go! new standard」'ALPHA Hair Show 長野市・メルパルクホール長野
- 2001年 「オリベな私」展 長野・游アートステーション
- 2002年 「はなむすび」展 中川幸夫 -花と陶器とガラスの万華鏡- 長野市・ながの東急百貨店
- 2002年 「雨の長谷寺」展 週間長野新聞のためのインスタレーション 長野市・長谷寺
- 2002年 「WELLCOME TO ICE CREAM 4」 長野市・ピカデリーホール
- 2002年 「unti de javu」'ALPHA Hair Show 長野市・アクティーホール
- 2002年 「ARIGATO」展 松本市・中町蔵の会館
- 2003年 「BUDDA ROAD MUSIC」展 善光寺御開帳プレイベント 長野市・ながの東急百貨店
- 2003年 「WELLCOME TO ICE CREAM 5」 長野市・ピカデリーホール
- 2003年 「WELLCOME TO ICE CREAM 6 & 7 SPECIAL 2days」 長野市・ピカデリーホール
- 2003年 「supreme」Welcome to ICE CREAM presents music and art lounge 長野市・Club High Five
- 2003年 「Butoh Breeze 2003」スウェーデン国際舞踏フェスティバル2003 ストックホルム・フィルキンゲン[28] (Fylkingen)
- 2005年 「善光寺大花展」 長野市・善光寺 本坊大勧進 キュレーション
- 2005年 「ながのアート万博2005」 長野市・松葉屋ギャラリー[117][118][30]
- 2005年 「花 小江戸の展覧会」 東京都・東京国際フォーラム ガラス棟 エキシビジョンスペース
- 2006年 「第五回まつしろ現代美術フェスティバル」 長野市・旧松代藩文武学校[119]
- 2006年 「ながのアート万博2006」 長野市・裁松院/善光寺 西之門よしのや ギャラリー[120][30]
- 2007年 「第六回まつしろ現代美術フェスティバル」 長野市・旧松代藩文武学校[121][122]
- 2007年 「[N-ex3]徳行坊 アート座敷」展 長野市・善光寺 徳行坊[123][124]
- 2007年 「感情の強盗」展 横浜市・BankART studio NYK[47][48][50]
- 2008年 「hommage～オマージュ～」展 長野市・TOiGO
- 2008年 「第七回まつしろ現代美術フェスティバル」 長野市・旧松代藩文武学校[125]
- 2008年 「第五回メガとがびアートプロジェクト2008 『NEPROJECT』 」 千曲市・戸倉上山田中学校[52][53] ※アサヒ・アート・フェスティバル2008
- 2008年 「N-ART展」 長野市・ガレリア表参道[126]
- 2008年 「Theaterfestival BuitenGewoon 2008」オランダ国際野外演劇際 ドゥーティンヘム・デ ブリーク スクエア (De Bleek - Doetinchem)[106][107]
- 2009年 「アートNOW 2009」 千曲市・更埴文化会館 小ホール
- 2010年 「アートNOW 2010」 千曲市・更埴文化会館 小ホール[127]
- 2011年 Chim↑Pom「REAL TIMES」展 東京都・無人島プロダクション / SNAC[57][58][128][61][129][11][130][131][132][59][55]

- 2011年 Chim↑Pom「REAL TIMES」展 大阪市・スタンダードブックストア心斎橋 カフェ ギャラリー[128][131][132][61][60]

- 2011年 「ハーゲンフェステン アートフロー in ダーラ・フローダ 2011 大地の芸術祭」 (Hagenfesten 2011) スウェーデン・ダーラナ・ハーゲン大地のミュージアム (Hagen Landmuseet)
- 2011年 「第八回メガとがびアートプロジェクト2011」『NEPROJECT』 千曲市・戸倉上山田中学校[63][64][53] ※アサヒ・アート・フェスティバル2011
- 2011年 「アートNOW 2011」 千曲市・更埴文化会館 小ホール
- 2011年 「エルピスの空」展 東京都・明治神宮外苑前広場[133] TOKYO DESIGNERS WEEK 2011 TDW ART ミヅマアートギャラリー
- 2011年 Chim↑Pom「LEVEL 7 feat. 広島！！！！」展 東松山市・原爆の図丸木美術館[134]
- 2012年 「VISCERAL SPACE」展 スウェーデン・ウプサラ・ウプサラ美術館 (Uppsala konstmuseum)[67][68]
- 2012年 「花展 ～はなてん～」 長野市・オープンアトリエ 風の公園[135][136]
- 2012年 「花・触覚 -今花が面白い-」展 高崎市・NTT東日本 YOU HALL
- 2012年 「アートNOW 2012」 千曲市・更埴文化会館 小ホール
- 2013年 「花展 ～はなてん～」 長野市・オープンアトリエ 風の公園[135][136]
- 2013年 「アートNOW 2013」 千曲市・更埴文化会館 小ホール
- 2013年 Chim↑Pom「広島!!!!!」展 広島市・旧日本銀行広島支店[137]
- 2014年 「Ikabana and Contemporary Plant Art」展 スウェーデン・ウプサラ大学 リネアニウム・ボタニカルガーデン オランジェリー (Linneanum - Orangeriet, Botaniska trädgården, Uppsala universitet)[2][70][71]
- 2014年 「アートNOW 2014」 千曲市・アートまちかど[138]
- 2017年 「札幌国際舞踏フェスティバル」 札幌市・コンカリーニョ、札幌市資料館、レンガの館、CONTE-SAPPORO Dance Center[110][111]
- 2017年 「SU-EN Butoh Company celebrates 20 years at Haglund Skola」 スウェーデン・アルムンゲ・ハグランドスコラ (Haglund Skola)[139][114][140][141]
- 2018年 「第14回まつしろ現代美術フェスティバル - 泉水路-」8月24日(土) - 9月24日(月)[80][79]
- 2018年 「信濃の国原始感覚美術祭2018」8月31(金) - 9月2日(日)[81][115]
- 2018年 「福島ビエンナーレ2018 海神の芸術祭」10月13日(土)〜28日(日)[86]
- 2019年 「あづみの髑髏茶会」安曇野市・国営アルプスあづみの公園『あづみの髑髏庵』(社会科教室棟茶室) [142][87] 第36回全国都市緑化信州フェア (信州花フェスタ2019)
- 2019年  シンビズム3「柿崎順一 今、ここにあるものとともに」展 Shinbism3 Exhibition "JUNICHI KAKIZAKI - Now with what is here" 11月9日-24日 中野市・一本木公園展示館/中野小学校旧校舎・ 信州中野銅石版画ミュージアム[20][93][94][95]  *シンビズム3
- 2019年 「Filmvisining: IKI - KARMA」展 JUNICHI KAKIZAKI ＋ SU-EN 『IKI - KARMA』 ビデオ出展 11月19日-24日 (スウェーデン・ストックホルム・ダンス博物館 (Bankhallen, Dansmuseet)[143][144]
- 2020年 「BUTOHPOLIS 2020」 ワルシャワ国際舞踏芸術祭 SU-EN Butoh Company 『RAPTURE』 ビデオ出展 8月5日-12日 ポーランド・ワルシャワ・アクトシアター (Teatr Akt)[145][146]
- 2020年 「福島ビエンナーレ2020 風月の芸術祭in白河」 9月26日-11月3日 白河市・オンライン展示[97][98]
- 2022年 「Ψの庭 ・ Φの夢」展　2022年3月19日 (土)‒ 3月27日 (日) 　東向島・北條工務店となり　助成: 公益財団法人 朝日新聞文化財団　後援: 一般財団法人 松澤宥プサイの部屋
*松澤宥生誕100年記念祭
- 2022年 「Chim↑Pom：ハッピースプリング」展　2022年 2月18日 (金) - 5月29日 (日)　六本木・森美術館
- 2022年 「福島ビエンナーレ2022 風月の芸術祭in白河」 2022年9月10日 (土) - 10月9日 (日)　白河市・白河文化交流館コミネス、ほか市内各所

## 出演

### 公演（舞台・アートパフォーマンス）
- 1999年 「92歳、大野一雄 長谷寺に舞う」大野一雄・大野慶人舞踏公演 長野市・長谷寺[24]
- 2000年 「大野一雄 長谷寺に舞う2000」大野一雄舞踏公演 大野一雄 + 松澤宥 長野市・長谷寺[24]
- 2002年 「2 New Dance Pieces」『うしろがみ』『葛衣 - 餓鬼道の花』Richard Hart + 柿崎順一 長野市・ネオンホール
- 2003年 『鳥黐 - 太陽を知らない皮膚の色』Richard Hart + 柿崎順一 + 内堀悠介 ストックホルム・フィルキンゲン (Fylkingen) ※スウェーデン国際舞踏フェスティバル2003
- 2004年 『ハナマツリ - アラーキーに捧ぐ』 長野市・北野美術館 別館 北野カルチュラルセンター
- 2004年 『うつせみの夢』2004年夏公演シリーズ 長野市・長谷寺 / 大昌寺
- 2004年 『うつせみの夢』2004年夏公演シリーズ 千曲市・水と緑と潤いのある公園 能舞台
- 2005年 『FRAGRANT』 スウェーデン・ストックホルム・MDTモダンダンス劇場 (Moderna Dansteatern - MDT)[34][35]
- 2005年 『FRAGRANT』 スウェーデン・ウプサラ・ウプサラ市立劇場 (Uppsala Stadsteater)[34][35]
- 2005年 『FRAGRANT』 スウェーデン・マルメー・ダンスステーション (Palladium Malmö Dansstationen)[34][35]
- 2005年 『FRAGRANT』 スウェーデン・ヨーテボリ・プステルヴィク劇場 (Pustervik teater in Gothenburg)[34][35]
- 2005年 『花月 - Kagetsu』Richard Hart + 柿崎順一 長野市・画廊カンヴァス城山
- 2005年 『陰の膳 - Shadow Table』Richard Hart + 柿崎順一 長野市・松葉屋ギャラリー[117] *Nagano Art EXPO 2005
- 2005年 『牙 - Tusk』Richard Hart + 柿崎順一 長野市・松葉屋ギャラリー[117][118][147] *Nagano Art EXPO 2005
- 2006年 『牙 - Tusk』Richard Hart + 柿崎順一 長野市・旧松代藩文武学校[125] *第5回まつしろ現代美術フェスティバル
- 2006年 『朔 - First Day』Richard Hart + 柿崎順一 長野市・善光寺 西之門よしのや[148] *Nagano Art EXPO 2006
- 2006年 『あいま - Dog Days』Richard Hart + 柿崎順一 長野市・裁松院[148] *Nagano Art EXPO 2006
- 2006年 「異界の華への誘い～柿崎順一、長谷寺に花を生ける～」 長野市・長谷寺[149] 舞踏:本木幸治、音:梅津和時、多田葉子
- 2005年 「CRADLE - Impression from Nature, Floral Art of Junichi Kakizaki Exhibition」デモンストレーション スウェーデン・ウプサラ・ウプサラ市立図書館 展示室 (Uppsala stadsbiblioteket)
- 2005年 「CRADLE - Impression from Nature, Floral Art of Junichi Kakizaki Exhibition」 デモンストレーション スウェーデン・ウプサラ・ウプサラ市立劇場 展示室 (Uppsala stadsteater)
- 2007年 『夏引 - Natsubiki』 長野市・旧松代藩文武学校 *第6回まつしろ現代美術フェスティバル
- 2007年 「華と彩りのある生活」 デモンストレーション 東京都・銀座ソニービル エントランス *SONY Showroom Art Exhibition[150]
- 2007年 『NEW LIFE - Linné Gala Event』 スウェーデン・ウプサラ・バクサラトルグ スクエア 特設会場 (Vaksala torg)[151][152][153][154][155][156][157][158][159]
- 2007年　『NEW LIFE - Dedicated to Carl Linnaeus』パフォーマンス　9月18日（火）　長野・北野美術館 別館 北野カルチュラルセンター[160]
- 2007年 『NEW LIFE - Dedicated to Carl Linnaeus』 東京都・スウェーデン大使館 アルフレッド・ノーベルオーディトリアム （Alfred Nobel Auditorium, Embassy of Sweden Tokyo)[161]

- 2008年 『NEW LIFE - CRADLE』 オランダ国際野外演劇祭 ドゥーティンヘム・デ ブリーク スクエア (De Bleek - Doetinchem)[162][163]
- 2008年 「スウェーデン・現代音楽と日本の風景 - Swedish Contemporary Music in Japanese Environments」 千曲市・ギャラリー ラ・フォレ
- 2008年 「スウェーデン・現代音楽と日本の風景 - Swedish Contemporary Music in Japanese Environments」 長野市・長谷寺 / 大昌寺
- 2010年 「朱音 - 朱色からの印象の騒音 : Akane - Noise of impression from the vermilion」 長野市・南千歳公園 屋外ステージ
- 2010年 「Subtones」 東京都・スーパーデラックス
- 2011年 「鎮魂と再生を祈るアート」東日本大震災犠牲者百ヶ日慰霊法要 長野市・長谷寺 本堂
- 2011年 『RAPTURE』 スウェーデン・ストックホルム・ダンセンフス メインステージ(Dansens Hus Stora Scenen)[164][165]
- 2011年 「Petit Monster appeared in Paris - Vernissage」 フランス・パリ・ギャラリー レ ヴァンシス シェーズ (Galerie 26 chaises)
- 2011年 「Petit Monster appeared in Paris - Finissage」 フランス・パリ・ギャラリー レ ヴァンシス シェーズ (Galerie 26 chaises)
- 2014年 『Surprise』 千曲市・亀清旅館 ロビーラウンジ *Escapade Wynton Japan Tour 2014
- 2015年 『Surprise』 千曲市・亀清旅館 ロビーラウンジ *Наказание/Nakasanye Japan Tour 2015
- 2015年 「Наказание/Nakasanye + 柿崎順一」 長野市・飛雷針 (ANTENNA)[166][167] *Наказание/Nakasanye Japan Tour 2015
- 2017年 『TREE』 SU-EN & 柿崎順一 札幌市・コンカリーニョ[76] *Sapporo International Butoh Festival 2017
- 2017年 『AFTERLIGHT』 ダンス: SU-EN Butoh Company workshops participants and Otros Ojos Danza インスタレーション/アートパフォーマンス: 柿崎順一 スウェーデン・アルムンゲ・ハグランドスコラ (Haglund Skola)[168][141] *SU-EN Butoh Company celebrates 20 years at Haglund Skola
- 2018年 『IKI - red karma』パフォーマンス インスタレーション SU-EN × Junichi Kakizaki 長野市・長谷寺[13][79][21][23][83][84][85] *信濃の国原始感覚美術祭2018プレイベント
- 2018年 『IKI - faith』パフォーマンス インスタレーション SU-EN × Junichi Kakizaki 長野市・松代寺町商家[80] *第14回まつしろ現代美術フェスティバル
- 2018年 『IKI - forest』パフォーマンス インスタレーション SU-EN × Junichi Kakizaki 大町市・千年の森[81] *信濃の国原始感覚美術祭2018
- 2018年 『Ghost of a child + IKI - stone』パフォーマンス インスタレーション SU-EN × 柿崎順一 + ファブリス・ボニー 大町市・信濃公堂（木崎夏期大学）[13][82] *信濃の国原始感覚美術祭2018
- 2020年 『Vernissage: Un grand monstre apparaît à Paris | 大怪獣パリに現る』 浅井信好 + 柿崎順一 フランス・パリ・ギャラリー レ ヴァンシス シェーズ (Galerie 26 chaises)
- 2022年 「Beyond the Border | 国境を超えて」 スウェーデン・ウプサラ宮殿国立ホール ウプサラ城メインホール (Uppsala Slott Rikssalen)　アイデア/パフォーマンス: 柿崎順一　出演: 柿崎順一、ベンジャミン・オーケルンド・マーティンソン、カシアス・オーケルンド・マーティンソン (スエン舞踏カンパニー)、柿崎芽実、岡本譲治
*SU-EN Butoh Company Celebrates 30 years anniversary
- 2022年 トークイベント「Ωの卵」

3月19日 (土)
東京・北條工務店となり
ゲスト：林靖高 (Chim↑Pom)、ロジャー・マクドナルド、渡辺真也
モデレーター：鈴木一史
アーティスト：赤星利樹、伊阪柊、大木裕之、柿崎順一、韓成南、平山好哉、三野綾子
- 2024年　SU‐EN Butoh Company『生きる』IKIRU-to live　パフォーマンス　2024年6月18日（火）東京・シアターカイ　振付・コンセプト・ダンス：SU-EN（スエン）　音楽作曲：リセ＝ロッテ・ノレリウス　特別ゲスト：柿崎順一　生花助手：櫻井真広、清水忍、柿崎芽実

### FLORIDANCE
舞踏家リチャード・ハートと柿崎順一によるパフォーマンスユニットフロリダンス名義による公演
- 2002年 『FLORIDANCE -Destroy [破壊]』 長野市・ピカデリーホール
- 2003年 『The Color of Skin in the Absence of Sunlight?』 ストックホルム・フィルキンゲン (Fylkingen)[28]
- 2003年 『FLORIDANCE -Projection [投影] Movie Screening + Act』 長野市・ピカデリーホール
- 2003年 『FLORIDANCE -Finale [終焉]』 長野市・ピカデリーホール
- 2004年 『FLORIDANCE -Rebirth [再生]』 長野市・紅蓮劇場稽古場
- 2005年 『FLORIDANCE -Balance [残]』 長野市・善光寺 仁王門[118] *Nagano Art EXPO 2005

### 講演（アーティストトーク、茶会、その他）
- 2005年 「FRAGRANT ワールドプレミア アーティストトーク」 トークショー スウェーデン・ストックホルム・MDTモダンダンス劇場 (Moderna Dansteatern - MDT)
- 2007年 「華と彩りのある生活」 トークショー 東京都・銀座ソニービル エントランス *SONY Showroom Art Exhibition
- 2007年 「NEW LIFE - Dedicated to Carl Linnaeus」アーティストトーク 長野市・北野美術館 別館 北野カルチュラルセンター
- 2007年 「NEW LIFE - Dedicated to Carl Linnaeus」アーティストトーク 東京都・スウェーデン大使館 アルフレッド・ノーベルオーディトリアム (Alfred Nobel Auditorium, Embassy of Sweden Tokyo )
- 2008年 「N-ART展」アーティストトーク 長野市・ガレリア表参道
- 2010年 「音楽ふれあい日和 2010」千曲市・更埴文化会館 小ホール
- 2011年 「BOMBNICATION」 トークショー 大阪市・スタンダードブックストア心斎橋 カフェ
- 2012年 「VISCERAL SPACE」SU-EN Butoh Company 20 years celebration ceremony アーティストトーク スウェーデン・ウプサラ・ウプサラ美術館
- 2017年 「花の最期を看取るということ -To be aware of the last moment of flowers-」アーティストトーク 札幌市・UNTAPPED HOSTEL ANNEX 1Fリビングルーム
- 2018年「サン・チャイルドを語る会」 10月13日 南相馬市・双葉屋旅館 登壇：ヤノベケンジ、木下史青、柿崎順一、渡邊晃一、他 *福島ビエンナーレ2018 海神の芸術祭
- 2018年「ドクロ茶会」 南相馬市[87] 亭主：木下史青 正客：ヤノベケンジ 次客：柿崎順一 *福島ビエンナーレ2018 海神の芸術祭
- 2018年 「華 いのち 中川幸夫」上映会 監督：谷光章（イメージ・テン） ダイアローグ「いのち・いのり」 南相馬・朝日座[86] 登壇：谷光章、木下史青（東京国立博物館）、柿崎順一 コーディネーター：渡邊晃一 *福島ビエンナーレ2018 海神の芸術祭
- 2019年 「あづみの髑髏茶会」 安曇野市・『あづみの髑髏庵』(国営アルプスあづみの公園 あづみの学校社会科教室棟茶室)[142][87] 亭主：木下史青（東京国立博物館） 茶花：柿崎順一 *第36回全国都市緑化フェア
- 2019年 ギャラリートーク「都市緑化と現代アート」 5月25日 安曇野市・国営アルプスあづみの公園・テーマ展示館 多目的ホール[169] 登壇：木下史青（東京国立博物館）、緒方京一（国営アルプスあづみ公園管理センター長）、柿崎順一 コーディネーター：鈴木幸野（長野県立美術館 学芸員） *第36回全国都市緑化フェア
- 2019年 サウンドインスタレーション「From North Alps」 -雲龍 笛の演奏とアーティストトーク 5月26日 安曇野市・国営アルプスあづみの公園・テーマ展示館 多目的ホール[170] 登壇：雲龍、柿崎順一 *第36回全国都市緑化フェア
- 2019年 ギャラリートーク「作家、学芸員によるギャラリートーク」 11月 9日（土）安曇野市・一本木公園展示館／中野小学校旧校舎・信州中野銅石版画ミュージアム [171] 登壇：柿崎順一、榊原澄人、増田洋美 *シンビズム3
- 2022年 「Ωの卵」 松澤宥生誕100年トークイベント　2022年 3月19日 (土)　東向島・北條工務店となり　登壇: 林靖高 (Chim↑Pom)、ロジャー・マクドナルド、渡辺真也、鈴木一史 (モデレータ)　アーティスト: 赤星利樹、伊阪柊、大木裕之、柿崎順一、韓成南、平山好哉、三野綾子
*松澤宥 生誕100年記念祭

### テレビ出演
- TVチャンピオン「第5回全国お花屋さん選手権」 （制作:テレビ東京 放映：全国TXN系列、BSジャパンほか 2003年1月23日）

- 346Bar「現代美術家 柿崎順一」出演: 柿崎順一、松山三四六　(放映: SBC信越放送　Vol.1 2007年11月15日、Vol.2 2007年11月22日)

- NHKイブニング信州 【とがび】 「被曝した野菜をアートに」 柿崎順一＋NEPROJECT (放映：NHK長野放送局 2011年9月28日)[63]

- SBCニュースワイド『目の病かかえ 境内でパフォーマンス』特集「長谷寺. SU-EN＋柿崎順一 パフォーマンス」 (放映: SBC信越放送　2018年9月18日)

### 企業広告
- Smithers-Oasis 「わたしたちはオアシス」：2006年
- au by KDDI (Sony Ericsson) 「MNPエバンジェリスト」：2006-2008年
- SONYサイバーショット （DSC-T100, DSC-T20, DSC-W8, DSC-H7）：2007年
- SONY アルファ, α NEX, ハンディカム （α77, α65, NEX-5N, NEX-VG20）：2011年

## 主な作品

### 彫刻作品
- 『感情の強盗』"Emotion Bergler" - 2007年 ：多摩美術大学・美術学部芸術学科展覧会設計 長谷川祐子ゼミ (CPUE: Curatorial Practice in the Urban Environment) 企画による「感情の強盗」展の際、展覧会のタイトル作品として制作されたインスタレーション作品。2008年「第七回まつしろ現代美術フェスティバル」に於いて再び展示されたが、主材であったドリアンの放つ悪臭が問題となり展示数日で強制撤去された。
- 『Cocoon』 "Cocoon" - 2007年 ：「第六回まつしろ現代美術フェスティバル」にて展示された。オーガニックインクによって染められた6000輪のスイートピーが腐乱してゆく作品。腐乱臭が漂い、蛆が涌き、蝿が飛び交ったことから問題となった。
- 『溺れた肉体』"Drowned Body" - 2006年 ：「Installation Art 柿崎順一華展 豊年虫をいける」 千曲市・笹屋ホテル 別館 豊年虫に於いて発表展示され、2007年「第六回まつしろ現代美術フェスティバル」に於いて再び展示され、2007年「[N-ex3]徳行坊 アート座敷」展、「感情の強盗」展に於いても展示された。時間の経過と共に変化し、手を加えられ、様々な方法でインスタレーションされる作品。
- 『Ghost of a child』"Ghost of a child" - 2008年 ：赤いレインコート等を様々な場所に印象的に設置するインスタレーション作品。「第七回まつしろ現代美術フェスティバル」にて展示されたが、会場の管理者側の意向により展示から数日で強制撤去された。
- 『被曝花ハーモニー』 "Radiation-Exposed Flowers Harmony"- 2011年 ：Chim↑Pom「REAL TIMES」展の際、Chim↑Pomとのコラボレーションにより制作された立体作品（いけばな）。
- 『被曝花エターナル』 "Radiation-Exposed Flowers Eternal" - 2011年 ：Chim↑Pom「REAL TIMES」大阪巡回展の際、Chim↑Pomとのコラボレーションにより制作された立体作品（いけばな）。
- 『受難の山』 "Mountain of passion" - 2019年 ：「柿崎順一 今、ここにあるものとともに」展（シンビズム３）の際、制作展示された立体作品。

### 映像作品
- 『Ephemeral Life | 儚き命』- 2022年 福島ビエンナーレに於ける個展「Mask the Border | 境を覆う」にて上映https://youtu.be/eHApHtqtNFU?feature=shared　福島の天然記念物「ビャッコイ」をテーマにしたランドアート作品の静止画映像作品。監督：柿崎順一　撮影：岡本譲治　編集：細野夏未
- 『Body and the World』長編映画、86分　SU-EN Butoh Company – 30年のダンスボディ　Vimeo にて2024年オンライン全世界公開　https://vimeo.com/802228246製作：SU‐EN、Agustín Ortiz Herrera　監督：SU‐EN　撮影 / 編集：Agustín Ortiz Herrera　後援：スウェーデン芸術評議会、スウェーデン芸術助成委員会、スウェーデン・ウップランド地方映画委員会（2024/10/18）
- 『FLORIDANCE Document Film』- 2002年 Junichi Kakizaki × Richard Hart from ICE CREAM 04 December 7, 2002 at PICCADILLY HALL 音楽/照明：内堀悠介、撮影：鈴木啓高 ：2003年2月、個展「CONNECT」にて上映。[172]
- 『FLOWER MIXTURE』- 2000年 from ALPHA HAIR SHOW (MORE)3 August 1, 2000 at メルパルクNAGANO 制作：ALPHA、伊藤秀一、撮影/編集：長野舞台 ：2003年2月、個展「CONNECT」にて上映。）[173]
- 『CRADLE - Fake? No, It's a Real』 - 2007年 ：ソニー・サイバーショットのセールスプロモーションの為に制作された作品、写真家の鹿島直とのコラボレーション。2007年、個展「CRADLE - Fake? No, It's a Real」にて上映。
- 『DROWNED BODY + CONDUCT - JUNICHI KAKIZAKI × YUICHIRO HANAI INSTALLATION #01』 - 2007年 ：映像作家の花井裕一郎とのコラボレーション、花井の制作による映像『CONDUCT』を使用したミクストメディア作品。「NEW LIFE - Quickening from the Cradle」東京展・長野展にて上映。
- 『NEW LIFE - Document』 - 2007年 ：舞踏家・振付家のSU-EN及びSU-EN Butoh Companyとの共同制作の過程を記録した作品、撮影はスウェーデンの映像作家サイモン・ウェタービック。「NEW LIFE - Quickening from the Cradle」展、「アートNOW 2010」展にて上映。
- 『zeal of life』 - 2013年 ：横田和樹とのコラボレーションにより制作されたビデオインスタレーション作品。「花展～はなてん～」(2013年)にて展示。
- 『Red Lineage | 赤い系譜』 - 2019年 ：2018年8月～9月に行われた、スウェーデンの舞踏家 SU-EN とのパフォーマンス インスタレーション「IKI 2018 Japan Tour in Nagano」を中心に記録したショートフィルム。「METAPHOR | 比喩的な自然」展 (2019)、「今、ここにあるものとともに」展 シンビズム３ (2019)にて上映。YouTubeにて公開された。18min 31sec 制作/監督：柿崎順一、撮影/編集：三野綾子
- 『IKI - karma』 - 2019年 ：長野市・長谷寺で2018年行われたSU-ENとのパフォーマンス インスタレーション『IKI - red karma | 赤いカルマ』の模様を制作風景から記録したドキュメントフィルム。30min ストックホルムのダンス博物館における「Filmvisining: IKI - KARMA」展 (2019)にて初上映[143][144]。vimeoにて公開された。制作/編集：スエン舞踏カンパニー、撮影：三野綾子
- 『MINOMUSHI | 簑虫』 - 2013年 ：浅井信好 + 柿崎順一 2020年（舞踏家・浅井信好とのコラボレーション、2020年3月末にパリ郊外ヴァンセンヌの森にて撮影された映像作品、vimeoにて公開。監督 アレッサンドロ・ティネリ 撮影 トーマス・スミス）

## 収蔵作品

### パブリックコレクション[174]
- 『死人の抱擁』"Deadman Embraces" 2005年 - 写真作品（撮影: 岡本譲治）スウェーデン・ウプサラ市文化局 / ウプサラ美術館 (Uppsala konstmuseum)
- 『危機の肉体』"Crisis Body" 2007年 - 写真作品（撮影: 岡本譲治）スウェーデン・ウプサラ市文化局 / ウプサラ美術館 (Uppsala konstmuseum)
- 『悪女』"Femme Fatale" 2007年 - 写真作品（撮影: 岡本譲治）スウェーデン・ウプサラ市文化局 / ウプサラ美術館 (Uppsala konstmuseum)
- 『Embalming』"Embalming" 2007年 - 写真作品（撮影: 岡本譲治）スウェーデン・ウプサラ市文化局 / ウプサラ美術館 (Uppsala konstmuseum)
- 『NEW LIFE - Quickening from the Cradle』(あたらしい生命 : 揺りかごからの胎動) 2007年 - 書籍作品 イギリス・ロンドン・テートモダン ライブラリー[174]
- 『NEW LIFE - Quickening from the Cradle』(あたらしい生命 : 揺りかごからの胎動) 2007年 - 書籍作品 東京・国立国会図書館[175][176]
- 『METAPHOR』2019年 - 書籍作品 東京・国立国会図書館[177]

## ビデオグラフィ

### 動画リンク
- 『Body and the World』長編映、86分 SU-EN Butoh Company – 30年のダンスボディ https://vimeo.com/802228246 製作：SU‐EN、Agustín Ortiz Herrera　監督：SU‐EN　撮影 / 編集：Agustín Ortiz Herrera 後援：スウェーデン芸術評議会、スウェーデン芸術助成委員会、スウェーデン・ウップランド地方映画委員会

- 『Ephemeral Life | 儚き命』 福島ビエンナーレ2022 柿崎順一https://youtu.be/eHApHtqtNFU?feature=shared (2022/10/15)  監督：柿崎順一　撮影：岡本譲治　編集：細野夏未

- 『Japanese Flower | 日本の花』2021 اسم ISM ミュージックビデオ (2021/06/14) from Au Topsi Pohl 制作：ヨエル・グリップ、アントニン・ジェルバル フラワーアート：柿崎順一 フィルモグラフィー：Poroshat Soleimani、Niloofar Asghary、ヨエル・グリップ、アントニン・ジェルバル
- 『TREE』2017 スエン + 柿崎順一 於：コンカリーニョ・札幌市 (2021/02/18) from SU-EN Butoh Company 制作：門の会、スエン舞踏カンパニー コレオグラフィ/ダンス：スエン 舞台美術/インスタレーション/アクション：柿崎順一
- 『FRAGRANT』2005 (Full version) SU-EN Butoh Company (2021/02/07) from SU-EN Butoh Company 制作：Mon no Kai、スエン舞踏カンパニー 振付：スエン 舞台美術/インスタレーション：柿崎順一
- 『FRAGRANT』2005 (8 min edit) SU-EN Butoh Company (2021/02/07) from SU-EN Butoh Company 制作：Mon no Kai、スエン舞踏カンパニー 振付：スエン 舞台美術/インスタレーション：柿崎順一
- 『MINOMUSHI | 簑虫』2020 浅井信好 + 柿崎順一 於：ヴァンセンヌの森・パリ (2020/10/09) from AT 制作：浅井信好、柿崎順一 出演：浅井信好 ランドアート：柿崎順一 監督： アラッサンドロ・ティネリ 撮影：トーマス・スミス
- 『Red Lineage | 赤い系譜』2019 柿崎順一 ＋ SU-EN "IKI" 2018 Japan Tour in Nagano (2019/11/10) from Ayako Mino 制作：JUNICHI KAKIZAKI HANA OFFICE + PEALab. 出演：スエン、柿崎順一、リチャード・ハート、岡澤慶澄、ファブリス・ボニー コンセプト/美術：柿崎順一 監督：柿崎順一 撮影/編集：三野綾子
- 『IKI-karma | 赤いカルマ』2018 スエン ✕ 柿崎順一 於：長谷寺・長野市 (2019/11/10) from VORACIOUS 制作：スエン舞踏カンパニー 出演：スエン、柿崎順一、リチャード・ハート、岡澤慶澄 コンセプト/美術：柿崎順一 撮影：三野綾子
- 『SU-EN Butoh Company celebrates 20 years at Haglund Skola』2018 SU-EN Butoh Company アートパフォーマンス/インスタレーション 於：ハグランドスコラ・アルムンゲ (2018/01/19) from VORACIOUS 制作：スエン舞踏カンパニー 撮影/編集：Agustin Ortiz Herrera 撮影：Gunnar H Stening ランドアート/インスタレーション/アートパフォーマンス：柿崎順一 アートパフォーマンス：SU-EN Butoh Company workshop group、Lise-Lotte Norelius、Sören Runolf、Johannes Bergmark、Eva Björkman、Kirsten Holm、Choir Munviga、杉原信幸
- 『Ikabana and Contemporary Plant Art』2014 展覧会オープニング 於：ウプサラ大学植物園/オランジェリー (2014/06/14) from Janolof Fritze 制作：BIG5 Film＆T、ウプサラ大学、DestinationUppsala 撮影：Janolof Fritze (BIG5 Film)
- 『RAPTURE』2011 (13 min edit) SU-EN Butoh Company 於：ダンセンフス・ストックホルム (2011/10/22) from SU-EN Butoh Company 制作：スエン舞踏カンパニー コレオグラフィ：スエン 音楽：恩田晃 (Aki Onda) アクション/舞台美術：柿崎順一
- 『Empathy feat. UA』2014 Why Sheep? ミュージックビデオ (2014/19/08) from U/M/A/A Inc. ヴォーカル：UA アートワーク：Chim↑Pom with 柿崎順一
- 『SUBTONES』2010 ライブ＋インスタレーション 於：スーパーデラックス・東京 (2010/09/08) from umsight 制作：ウムラウト・レコード 音楽：エル・グリップ、齋藤徹、丸田美紀、高岡大祐 フラワーアート/インスタレーション：柿崎順一
- 『鎮魂と再生を祈るアート』2011 東日本大震災犠牲者百ケ日慰霊法要 於：長谷寺・長野市 (2011/06/18) from Paki 音楽：後藤剛史 フラワーアート/インスタレーション：柿崎順一

## ディスコグラフィ

### CD
- 『REAL TIMES -dedicated to Chim↑Pom-』 Why Sheep? 制作：三田格 レーベル：U/M/A/A Inc. 品番：UMA-1044 ASIN：B00M69J3GA EAN：4571374911736 ヴォーカル：UA、他 アートワーク：Chim↑Pom & 柿崎順一
- 『METAPHOR』 اسم [ISM] (Pat Thomas, Joel Grip, Antonin Gerbal) レーベル：Umlaut Records (ドイツ) 品番：umcd0030 発売国：フランス 発売日：2019年5月21日 アートワーク（フラワーアート）.ライナーノーツ：柿崎順一 ※ショートフィルム『Red lineage | 赤い系譜』オリジナルサウンドトラック

### LP
- 『Japanese Flower』 اسم [ISM] (Pat Thomas, Joel Grip, Antonin Gerbal レーベル：Umlaut Records (ドイツ) 品番：UMLP06 発売国：フランス 発売日：2020年6月30日 アートワーク（フラワーアート）、ライナーノーツ：柿崎順一

## 書籍

### ビブリオグラフィ

#### 作品集
- 『METAPHOR』 大型本 出版社：双子のライオン堂 著者：柿崎順一 写真：岡本譲治、柿崎順一 (2019/06/21) ISBN 978-4990928384（英語/日本語バイリンガル）
- 『NEW LIFE - Quickening from the Cradle』 Atarashii seimei : Yurikago karano taidō あたらしい生命 : 揺りかごからの胎動 大型本 出版社：求龍堂 著者：柿崎順一 写真：岡本譲治 (2007/09/26) ISBN 978-4763007285 （日本語/英語バイリンガル）

#### 関連書籍
- 『フローリスト』 月刊版 12月号 出版社：誠文堂新光社 (2024/11/08) JAN 4910177371246（日本語）
- 『Art Anthropology 18』 集合と習合──「諏訪神仏プロジェクト」をめぐって　著者:椹木野衣　編集:有馬智子、大友真希　出版者:多摩美術大学 芸術人類学研究所 (2023/03/31)　ISSN 2189-292X（日本語）
- 『florieren!』2023年1月2月号  BIENNALE IN FUKUSHIMA IN JAPAN「Installation für eine geschützte Pflanze」Der Land-Art-Künstler Junichi Kakizaki　著者: Gabriele Kubo　出版社:Eugen Ulmer KG　出版国:ドイツ　(2023/01/02) （ドイツ語）
- 『活動芸術論』 著者:卯城竜太　出版社:イースト・プレス (2022/07/23)　P.27 - 30　ISBN 9784781620640（日本語）
- 『美術手帖』2022年7月号 No. 1094 月刊版  レビュー『REVIEWS』椹木野衣評「Ψの庭・Φの夢」展（東向島 北條工務店となり）の展示風景　筆者: 美術手帖編集部　出版者:美術出版社 (2022/06/07)
- 『シンビズムの軌跡: 信州ミュージアム・ネットワークが生んだアートプロジェクト』　企画:一般財団法人長野県文化振興事業団　著者:本江邦夫、ほか　出版社:信濃毎日新聞社  (2022/04/15)　ISBN 9784784074051 （日本語）

- 『We Don’t Know God』 Chim↑Pom作品集 大型本 著者：Chim↑Pom 出版社：ユナイテッドヴァガボンズ (2019/06/04) ISBN 9784908600036
- 『Chim↑Pom展：ハッピースプリング カタログ第1巻（（LPレコード版）』カルチュア・コンビニエンス・クラブ、美術出版社書籍編集部、（発行）森美術館、2023年3月31日。ISBN 978-4-902-81947-2。
- Chim↑Pom from Smappa!Group、森美術館 編『Chim↑Pom展：ハッピースプリング カタログ第2巻（ドキュメント版）』カルチュア・コンビニエンス・クラブ株式会社、美術出版社書籍編集部、2023年7月29日。ISBN 978-4-568-10564-3。
- 美術手帖 2022年4月号 「Chim↑Pom 自由と真実のあくなき探求」 ASIN :B09S69MJKF 　発売日：2022/3/7　出版：美術出版社　著者：美術手帖編集部
- 『シンビズム : 信州ミュージアム・ネットワークが選んだ20人の作家たち3』(Shinbism 3 Exhibition The Artists Selected From the Shinshyu Museum Network) 展覧会図録 発行: 長野県文化振興事業団 編集: 伊藤羊子 訳: 近藤あき子、茂木作太郎 (2019/00/00)
- 『MdNデザイナーズファイル2019』 年刊版 出版社：エムディエヌコーポレーション 発売元：インプレス 編者：MdN編集部 (2019/02/22) ISBN 978-4844368458
- 『フローリスト』 月刊版 11月号 出版社：誠文堂新光社 (2019/10/01) FLOWER ARTISTS GALLERY／柿崎順一
- 『とがびアートプロジェクト』 単行本 出版社：東信堂 著者：茂木一司、住中浩史、春原史寛、中平紀子 + Nプロジェクト、神野真吾 (2019/02/10) ISBN 978-4-7989-1533-3
- 『Co-Art: Artists on Creative Collaboration』 単行本 著者：Ellen Mara De Wachter 出版社：PHAIDON (2017年) ISBN 9780714872889 (英語)
- 『フローリスト』 月刊版 5月号 出版社：誠文堂新光社 (2017/04/07) ISSN 0289-7245（日本語）
- 『フローリスト』 月刊版 12月号 出版社：誠文堂新光社 (2014/11/08) ISSN 0289-7245（日本語）
- 『フローリスト』 月刊版 10月号 出版社： 誠文堂新光社 (2014/09/08) ISSN 0289-7245（日本語）
- 『Ikebana and Contemporary Plant Art』 展覧会図録 出版者：ウプサラ大学、ウプサラ植物園 編者：Elisabet Yanagisawa Aven 著者：Per Erixon, Kajsa Haglund, Elisabet Yanagisawa Aven (2014/06/14)  (スウェーデン語/日本語)
- 『BIZ&ART』 25号 出版社：BIZ&ART AB, 編者：Stewen Quigiey (2014/06/01) ISSN 1654-5370 （スウェーデン語）
- 『Literature and Art after "Fukushima"』 単行本 出版社：Eb-Verlag 著者：Lisette Gebhardt 編者：Yuki Masami (2014/02/20) ISBN 978-3868931181 （英語）
- 『SUPER RAT』 Chim↑Pom作品集 出版社：パルコ出版社 著者：Chim↑Pom (2012/11/17) ISBN 978-4891949877 （英語）
- 『Birthday』 単行本 越ちひろアートブック 出版社：MJ 著者：越ちひろ (2012/07/08) （日本語）
- 『SU-EN Butoh Company 1992-2012』 図録 出版社：SU-EN Butoh Company 著者：Gilles Kennedy 他 編者：Gunnar H Stening 他 (2012/01/28) （英語）
- 『フローリスト』 月刊版 8月号 出版社：誠文堂新光社 (2011/07/08) ISSN 0289-7245 （日本語）
- 『新 美術 表現と鑑賞』 教科書 出版社：開隆堂出版 監修：日本造形教育研究会 ISBN 978-4304030734 （日本語）
- 『美術手帳』 2011年 08月号 No.955 月刊版 出版社：美術出版社 編者：美術手帖編集部 著者：椹木野衣 (2011/07/16) ASIN B0058OQDBI （日本語）
- 『広告』 季刊版 4月号 出版社：HAKUHODO DESIGN/博報堂 編者：永井一史（博報堂） (2010/03/15) ASIN B003A0660A （日本語）
- 『The World of Digital Art』 単行本 出版社：H.F. Ullmann 著者：Wolf Lieser (2010/05/31) ISBN 978-0841671645 （英語）
- 『Digital Art』 単行本 出版社：H.F. Ullmann 著者：Wolf Lieser (2009/11/01) ISBN 978-0841616424 （英語）
- 『FLORAL DESIGNNING』 単行本 出版社：Global Media 著者：Global Media (2008/00/00) ISBN 978-8189940553 （英語）
- 『Artist Cd』 単行本 出版社：Global Media 著者：Maria Thompson （2008/00/00) ISBN 978-8189940300 （英語）
- 『N-ART #アート』 出版社：長野SNSプロジェクト 編者：清水隆史 監修：菊池好純 (2008/03/21) （日本語）
- 『フローリスト』 月刊版 11月号 出版社：誠文堂新光社 (2007/10/06) ASIN B000WE4BZY （日本語）
- 『Linnaeus Gala Event - NEW LIFE』 図録 出版社：Uppsala Kommun, Kulturkontoret 著者：Carl von Linné, utdrag i urval av SU-EN 編者：Elise Rhodin, Uppsala Kommun, Kulturkontoret (2007/05/22) （英語）
- 『Linné Gala Event - Nytt liv』 図録 出版社：Uppsala Kommun, Kulturkontoret 著者：Carl von Linné, utdrag i urval av SU-EN 編者：Elise Rhodin, Uppsala Kommun, Kulturkontoret (2007/05/22) （スウェーデン語）
- 『フローリスト』 月刊版 7月号 出版社：誠文堂新光社 (2007/06/08) ASIN B000R34AY2 （日本語）
- 『フローリスト』 月刊版 1月号 出版社：誠文堂新光社 (2006/12/08) ASIN B000KRN6VS （日本語）
- 『フローリスト』 月刊版 9月号 出版社：誠文堂新光社 (2005/08/08) ASIN B000H5VA30 （日本語）
- 『フローリスト』 月刊版 5月号 出版社：誠文堂新光社 (2005/04/08) ASIN B0008KLL3C （日本語）
- 『Ones Vol.14』 季刊版 第14号 出版社：第一交通産業グループ 編者：Ones編集部 (2005/10/01) （日本語）
- 『フローリスト』 月刊版 1月号 出版社：誠文堂新光社 (2004/12/08) ASIN B0006SITFY （日本語）
- 『21世紀を駆ける信州の100人』 単行本 出版社：星雲社 編者：毎日新聞社 (2002/07/05) ISBN 4434018590 （日本語）
- 『Flash art: International edition』 Journal [Italy] 192～197号 出版社: Distribution U.S.A. European Publishers Representatives 編者：G.Politi (1997/00/00) ISSN 0394-1493 （英語）

### 記事・論文
- 信濃毎日新聞社 『植物×アートにかけた人生』 千曲市のフラワーアーティスト、脳梗塞経て挑む「最後の舞台」 新聞朝刊 北信地域版、編集・発行：信濃毎日新聞社 (2024/06/14) (日本語) https://search.app?link=https%3A%2F%2Fwww.shinmai.co.jp%2Fnews%2Farticle%2FCNTS2024061400694&utm_campaign=aga&utm_source=agsadl2%2Csh%2Fx%2Fgs%2Fm2%2F4
- 信濃毎日新聞社『自然そのものを創作の素材に』 千曲市の柿崎さん、福島ビエンナーレに出展 新聞朝刊 北信地域版、編集・発行：信濃毎日新聞社 (2022/09/09) (日本語) https://search.app/?link=https%3A%2F%2Fwww.shinmai.co.jp%2Fnews%2Farticle%2FCNTS2022090901054&utm_campaign=aga&utm_source=agsadl2%2Csh%2Fx%2Fgs%2Fm2%2F4
- 福島大学研究年報 第17号  2021年12月「芸術による地域創造研究所 活動報告書」p.54-59　筆者：渡邊晃一　(2021/12/01)(日本語)
- 『Art Anthropology 18』 集合と習合──「諏訪神仏プロジェクト」をめぐって　著者:椹木野衣　編集:有馬智子、大友真希　出版者:多摩美術大学 芸術人類学研究所 (2023/03/31)　ISSN 2189-292X（日本語）
- 『活動芸術論』 著者:卯城竜太　出版社:イースト・プレス (2022/07/23)　P.27 - 30　ISBN 9784781620640（日本語）
- 『美術手帖』2022年7月号 No. 1094 月刊版  レビュー『REVIEWS』椹木野衣評「Ψの庭・Φの夢」展（東向島 北條工務店となり）の展示風景　筆者: 美術手帖編集部　出版者:美術出版社 (2022/06/07)
- 『シンビズムの軌跡: 信州ミュージアム・ネットワークが生んだアートプロジェクト』　企画:一般財団法人長野県文化振興事業団　著者:本江邦夫、ほか　出版社:信濃毎日新聞社  (2022/04/15) ISBN 9784784074051

（日本語）
- 『We Don’t Know God』 Chim↑Pom作品集 大型本 著者：Chim↑Pom 出版社：ユナイテッドヴァガボンズ (2019/06/04) ISBN 9784908600036, ASIN B002JRBPO2（日本語）
- 『Chim↑Pom展：ハッピースプリング カタログ第1巻（（LPレコード版）』カルチュア・コンビニエンス・クラブ、美術出版社書籍編集部、（発行）森美術館、2023年3月31日。ISBN 978-4-902-81947-2。
- Chim↑Pom from Smappa!Group、森美術館 編『Chim↑Pom展：ハッピースプリング カタログ第2巻（ドキュメント版）』カルチュア・コンビニエンス・クラブ株式会社、美術出版社書籍編集部、2023年7月29日。ISBN 978-4-568-10564-3。
- 美術手帖 2022年4月号 「Chim↑Pom 自由と真実のあくなき探求」

ASIN	B09S69MJKF
発売日	2022/3/7
出版	美術出版社
著者	美術手帖編集部
- 卯城竜太『活動芸術論』P.27 - 30

著者:卯城竜太　出版社:イースト・プレス (2022/07/23) (日本語)
ISBN 9784781620640
https://books.google.com/books/about/%E6%B4%BB%E5%8B%95%E8%8A%B8%E8%A1%93%E8%AB%96.html?hl=ja&id=T2qAEAAAQBAJ#v=onepage&q=chim%E2%86%91pom%20%E6%9F%BF%E5%B4%8E%E9%A0%86%E4%B8%80&f=false
- 椹木野衣『美術手帖』 Web版　2022年 8月 4日 レビュー『荒野で世界が蜂起する。椹木野衣評「生誕100年　松澤宥」展 「Ψの庭・Φの夢」展』筆者: 椹木野衣　編集社:う美術出版社 (2022/06/07) (日本語)

https://bijutsutecho.com/magazine/review/25856/pictures/7
- Gabriele Kubo『florieren!』2023年1月2月号  BIENNALE IN FUKUSHIMA IN JAPAN「保護された植物の設置」ed:Gabriele Wagner‐Kubo　pub:Eugen Ulmer KG

発売日　2023/01/02
原語　ドイツ語
ランドアートアーティストの柿崎順一は、「福島ビエンナーレ」でインスタレーション「マスク・ザ・ボーダー」の写真プリントとビデオを展示した。 これは保護植物であるビャッコイ（イソレピス・クラシウスキュラ）が日本で唯一自生する場所に敬意を表し、事前に設営、撮影、解体が 1 日で行われました。 何よりもガブリエレ・クボは、この作品からにじみ出る静けさに感銘を受けました。
https://www.florieren-online.de/florieren/archiv/article-7375672-61571/installation-fuer-eine-geschuetzte-pflanze-.html
- 21世紀を駆ける信州の100人

「思い出に彩り添える」フラワーアーティスト　柿崎順一さん　筆者：中本泰代
編者：毎日新聞長野支局　発行：ほおずき書籍　発行：星雲社
(2002/7/5)　ISBN 4-434-01859-0
- 信濃毎日新聞社 『植物×アートにかけた人生』 千曲市のフラワーアーティスト、脳梗塞経て挑む「最後の舞台」 新聞朝刊 北信地域版、編集・発行：信濃毎日新聞社 (2024/06/14) (日本語) https://search.app?link=https%3A%2F%2Fwww.shinmai.co.jp%2Fnews%2Farticle%2FCNTS2024061400694&utm_campaign=aga&utm_source=agsadl2%2Csh%2Fx%2Fgs%2Fm2%2F4
- 『ノハナ』

世界を代表する”フラワーデザイナー”って？意外と知られていない有名フラワーデザイナーを紹介
「柿崎順一」日本の現代芸術家であり、フラワーアーティストです。現代美術の世界に花の表現方法を持ち込んだ… アイドルグループ「日向坂46」に在籍していた柿崎芽実は娘さんで、Twitter上で柿崎順一作品を撮影した写真作品を発表しました。(2021/06/26) (日本語) https://no-hana.com/%e6%9c%89%e5%90%8d%e3%81%aa%e3%83%95%e3%83%a9%e3%83%af%e3%83%bc%e3%83%87%e3%82%b6%e3%82%a4%e3%83%8a%e3%83%bc%e3%81%a3%e3%81%a6%e8%aa%b0%ef%bc%9f-%e8%8a%b1%e5%b1%8b%e3%81%a7%e3%82%82%e7%9f%a5/
- 福島大学研究年報 第17号  2021年12月「芸術による地域創造研究所 活動報告書」p.54-59

筆者：渡邊晃一
(2021/12/01)(日本語)
- 荒牧寛人『フラワーアーティスト柿崎さん「宇宙人」と父が応援』それでも親子「日本経済新聞」東京本社版、夕刊およびウェブ、エンタメ、出版：日本経済新聞社、編集：生活情報部、(2020/03/31) (日本語) https://www.nikkei.com/article/DGXMZO57391170Q0A330C2KNTP01/
- 木下史青『死の近さ : 茶の湯の美学と博物館が出会うとき』（博士論文(美術)論文）東京芸術大学、2020年、南相馬 蜻蛉庵 p.44 あづみの髑髏茶会 p.50 p.97。 NAID 500001427872。
- 第36回全国都市緑化信州フェア実行委員会『第36回 全国都市緑化信州フェア 信州花フェスタ2019 〜北アルプスの贈りもの〜 公式記録』書籍、編集・発行：第36回全国都市緑化信州フェア実行委員会、p.054、p.118 (2020/02/00) (日本語)
- 植物生活✕フローリスト【月のまんなか、読みたい本】植物生活編集部『JUNICHI KAKIZAKI METAPHOR』筆者:大関真哉　編集社:kaika株式会社　(2019/09/23) (日本語）https://shokubutsuseikatsu.jp/article/news/p/10529/
- まちなみカントリープレス『KURA＋PLUS くらぷらす REPORT 信州花フェスタ 2019 会場イベントリポート』、「KURA」2019 No.211、編集・発行：まちなみカントリープレス、p.96 (2019/06/20) (日本語)
- 信濃毎日新聞社『千曲の柿崎さん 安曇野に立体作品 - これからの都市緑化とは』信州花フェスタ、展覧会オープニングレビュー、「信濃毎日新聞」2019年05月25日 新聞朝刊 北信地域版、編集・発行：信濃毎日新聞社 (2019/05/25) (日本語)
- 田中祥子『柿崎さんの立体造形 国営公園企画展』信州花フェスタ2019、内覧会プレビュー、「市民タイムス」2019年05月24日 新聞朝刊 安曇野版 日刊第15761号、発行：市民タイムス本社、編者：田中祥子 (2019/05/24) (日本語)
- 信濃毎日新聞社『アーティストの都市緑化 千曲の柿崎さん 安曇野で企画展』信州花フェスタ、内覧会プレビュー、「信濃毎日新聞」2019年05月24日 新聞朝刊 中信地域版、編集・発行：信濃毎日新聞社 (2019/05/24) (日本語)
- 植物生活✕フローリスト

【月のまんなか、読みたい本】植物生活編集部『JUNICHI KAKIZAKI METAPHOR』
筆者:大関真哉　編集社:kaika株式会社　(2019/09/23) (日本語)
https://shokubutsuseikatsu.jp/article/news/p/10529/ 現代美術家／フラワーアーティスト・柿崎順一の最新の作品集。本書は…
- 伊藤羊子『今、ここにあるものとともに』長野県文化振興事業団 「シンビズム : 信州ミュージアム・ネットワークが選んだ20人の作家たち3」"Shinbism 3 Exhibition The Artists Selected From the Shinshyu Museum Network" 書籍およびウェブ、出版：長野県文化振興事業団、編集：伊藤羊子、2019年、(日本語) https://shinbism.jp/archive/3/artists?a-name=kakizaki-junichi
- ランドスケープデジタル『柿崎順一のランドアート：花のセノグラフィー現代美術のアイコン』"El land art de JUNICHI KAKIZAKI: escenografía floral icono del arte contemporáneo"「Paisajismo Digital」 ウェブ、編集：ランドスケープデジタル バルセロナ、(2018/12/19) (スペイン語) https://paisajismodigital.com/blog/el-land-art-de-junichi-kakizaki-escenografia-floral-icono-del-arte-contemporaneo/
- 向井紀文『にんげん紀行』原点の地 運命の公演　長野・長谷寺で25日に空間芸術 千曲の柿崎さん「信濃毎日新聞」2018年8月31日 新聞朝刊 全県版、編集：向井紀文、発行：信濃毎日新聞社 (2018/08/31) (日本語)
- 長野市民新聞社『長谷寺で空間芸術 千曲市の柿崎さんら公演』「長野市民新聞」 南長野版 2018年8月30日、新聞、編集・発行：長野市民新聞社  (2018/08/30) (日本語)
- まちなみカントリープレス『パフォーマンスインスタレーション SU-EN × 柿崎順一の世界へ』「KURA」2018 9月号 No.211 雑誌、KURA＋PLUS EVENT、編集・発行：まちなみカントリープレス、p.96 (2018/08/20) (日本語)
- まちなみカントリープレス『｢花｣、 その力を現代アートへと昇華させる』信州を愛する人200のメッセージ 006「KURA」2018 8月号 No.200、文化・芸術、編集・発行：まちなみカントリープレス、p.96 (2018/07/20) (日本語)
- スザンヌ・シグロス-ランベ『アルムンゲでの舞踏20年』 UNT 「Upsala Nya Tidning」 新聞およびウェブ、文化面、編集：Staffan Claesson, Susanne Sigroth-Lambe、(2017/08/13) (スウェーデン語) https://unt.se/kultur-noje/tva-decennier-av-butoh-i-almunge-4733729.aspx
- Ayumi Yuhara『札幌国際舞踏フェスティバル 2017』「SHIFT」 ウェブ、編者：Ayumi Yakura、(2017/01/07) (日本語) http://www.shift.jp.org/ja/blog/2017/01/sapporo-international-butoh-festival-2017/
- ミカエル・フェリエ『福島：不可能を視覚化する』東京タイムテーブル "Fukushima : visualiser l'impossible" Tokyo-La-Lézarde「art press」No.423、2015年6月号、書籍およびウェブ、出版：art press、編者：Michaël FERRIER (2015/06/00) (フランス語) https://www.tokyo-time-table.com/fukushima-visualiser-impossible-art
- 添田悦子『サラ・バートンが語る「アレキサンダー・マックイーン」のこれから』サラ・バートンinterview『Numero TOKYO』（ヌメロ・トウキョウ）ウェブ、出版：扶桑社 編集：添田悦子、(2014/08/13) (日本語) https://numero.jp/news-20140804-sarah-burton/
- 内田メグ『FLORAL INSTALLATIONS BY BOTANICAL ARTIST JUNICHI KAKIZAKI』ART「M incorporated」ALEXANDER McQUEEN AOYAMA STORE OPEN　ウェブ、編者：Meg Uchida、(2014/07/00) (日本語) http://www.mincnim.com/phone/2014_7_amq.html
- カロライナ・ベリストロム『インクとアートの夏』- 展覧会の為に彼は《花の最期》を制作した "Sommar med tusch och konst" - Till utställningen har han skapat konstverket "Last moment of flowers",  UNT「Upsala Nya Tidning」 新聞およびウェブ、芸術文化面、編者：Karolina Bergström、(2014/06/10) (スウェーデン語)  https://unt.se/3199957
- エリザベット・フォーゲステッツ『VISCERAL SPACE ─ invärtes rum SU-EN BUTOH COMPANY 20 ÅR』「Elisabeth Fagerstedt konsttexter」 アートテキスト、ウェブ、編者：Elisabeth Fagerstedt、(2012/05/06) (スウェーデン語) https://elisabethfagerstedtkonsttext.blogspot.com/2012/05/visceral-space-invartes-rum-su-en-butoh.html?m=1
- ウルフ・ルンデン『挑戦する音楽とアート』"Musik och konst som utmanar"「Dala-Demokraten」 新聞およびウェブ、文化ジャーナル、編者：Ulf Lunden、(2011/08/04) (スウェーデン語) …"Hagenfesten borde locka fler" Det pågår också ett konstnärligt arbete signerad den japanske Junichi Kakizaki…  https://www.dalademokraten.se/artikel/kultur/hagenfesten-borde-locka-fler
- ジョン・ショグレン『SU-ENの遅い提案』"Långsamma suggestioner med Su-En"「UNT」 新聞およびウェブ、芸術文化面、編者：John Sjögren (2011/10/22) (スウェーデン語)…Su-En har här tillsammans med den japanske konstnären Junichi Kakizaki förvandlat scenrummet till en skördefest… https://unt.se/kultur-noje/scen/langsamma-suggestioner-med-su-en-1501704.aspx
- 椹木野衣『しかし、それでも花の美しさが減ずるだろうか?』月評第36回「美術手帳」 月刊誌、REVIEWS、2011年08月号 No.955、p.174、出版: 美術出版社 編者：美術手帖編集部、(2011/07/16) (日本語)、ASIN B0058OQDBI
- 週間朝日編集部『ポスト3.11を生きる アートの叫び』「週刊朝日」2011年6月10日 増大号　週刊誌 出版社: 朝日新聞出版 編者：週刊朝日編集部 (2011/05/31) （日本語） http://publications.asahi.com/ecs/detail/?item_id=12665
- 「ぴあ 11/06/23号」 ムック 出版社：ぴあ (2011/06/23) ISBN 978-4835620299 （日本語）
- 株式会社cinra『CINRA』 Art, Design　多摩美の長谷川祐子ゼミがBankARTで企画展「感情の強盗展」を開催　編集者:株式会社cinra　(2007/10/19) (日本語) https://www.cinra.net/news/2007-10-19-220000-php
- 季刊情報誌 Ones（ワンズ）Vol.14『MyWay』「朽ちゆく花は美しい」2007年9月7日発行　https://web.archive.org/web/20070907105849/http://www.daiichi-koutsu.co.jp:80/ones/ones14/myway.html出版者:第一交通産業グループ 　編集:Ones編集部　(2007/09/07)(日本語)
- ギレス・ケネディ『舞踏-花の生命と衰退』"Butoh flowers of life and decay" 「ジャパンタイムズ」 新聞およびウェブ、芸術文化面 特集記事 出版社：ジヤパンタイムズ 筆者：Gilles Kennedy (2007/09/20) (英語) https://www.japantimes.co.jp/culture/2007/09/20/stage/butoh-flowers-of-life-and-decay/
- アンナ・アンストロム『リンネ祝祭イベント-生きることへの素敵な賛辞』"Nytt liv – Linné gala event, Rar hyllning till livet”「SvD スベンスカ・ダーグブラデット」 Svenska Dagbladet  文化批評、新聞およびウェブ、編者: Anna Angström (2007/05/04) (スウェーデン語) https://www.svd.se/rar-hyllning-till-livet
- 「東京生活 30 (エイムック 1435)」 ムック 出版社: エイ出版社 (2007/11/15) ISBN 978-4777908738 (日本語)
- 桐野耕一『＜天皇、皇后両陛下＞リンネ祝祭出席へ 美術監督は柿崎さん』「毎日新聞」 新聞朝刊、社会面、出版: 毎日新聞社 編者: 桐野耕一 (2007/05/23) (日本語)
- 日本経済新聞社『生物学者リンネの生誕300年イベントで花を生ける 柿崎順一氏 生命誕生を新たな表現で』「日経新聞」 東京本社版、新聞夕刊、社会面、出版: 日本経済新聞社 (2007/05/08) (日本語)
- スザンヌ・シグロス-ランベ『ダンスパフォーマンス「NEWLIFE」におけるリンネの精神と日本文化』"Linnés anda och japansk kultur i dansant föreställning "NYTT LIV"" UNT「Upsala Nya Tidning」 新聞およびウェブ、芸術文化面、筆者: Susanne Sigroth-Lambe (2007/05/06) (スウェーデン語) https://unt.se/kultur/linns-anda-och-japansk-kultur-i-dansant-forening-429129.aspx
- アンナ・アンストローム『酔わせるほどに美しい舞踏』"Berusande skön butodans"「SvD スベンスカ・ダーグブラデッド」(Svenska Dagbladet)  新聞朝刊、芸術文化面、編者: Anna Angström (2007/04/30) (スウェーデン語)
- マルガレータ・ソレンソン『開花する舞踏』"Blommande buto"「エクスプレッセン Expressen」 新聞夕刊、芸術文化面、編者: Margareta Sörenson (2005/04/28) (スウェーデン語)
- 21世紀を駆ける信州の100人「思い出に彩り添える」フラワーアーティスト　柿崎順一さん　筆者：中本泰代　編者：毎日新聞長野支局　発行：ほおずき書籍　発行：星雲社　(2002/7/5)　ISBN 4-434-01859-0